# Jäniskoski (fors i Finland)
Jäniskoski är en fors i Finland. Den ligger i Enare kommun landskapet Lappland, i den norra delen av landet, 1 000 km norr om huvudstaden Helsingfors. Jäniskoski ligger 148 meter över havet.
Terrängen runt Jäniskoski är platt norrut, men söderut är den kuperad.  Trakten runt Jäniskoski är nära nog obefolkad, med mindre än två invånare per kvadratkilometer. Närmaste större samhälle är Enare kyrkby, 1,9 km öster om Jäniskoski. 